# 新疆维吾尔自治区沙雅监狱
新疆维吾尔自治区沙雅监狱是位于新疆维吾尔自治区阿克苏地区沙雅县的一所监狱，隶属于新疆维吾尔自治区司法厅监狱管理局。所在区域亦以“沙雅监狱”之名列为沙雅县的一个类似乡级单位。

## 行政区划
下辖以下地区：监狱虚拟社区。